# Britto von Trier
Britto von Trier († um 386) war Bischof von Trier.
Britto ist zum ersten Mal auf der Versammlung der gallischen Bischöfe 374 in Valence an der Rhône bezeugt. Er setzte sich hier dafür ein, dass die zur Zeit der Verfolgung unter Kaiser Julian (361–363) abgefallene Christen unter bestimmten Bedingungen wieder in die Kirche zurückkehren konnten.
Er nahm als Repräsentant der gallischen Kirche an der römischen Synode 382 unter Vorsitz von Papst Damasus I. teil. Diese Versammlung richtete ein Schreiben an die Bischöfe des Ostens, das Britto an dritter Stelle (nach Papst Damasus und Bischof Ambrosius) unterschrieb, was seine Bedeutung als Bischof von Trier unterstreicht.
Am Hofe des Kaisers in Trier begann während seiner Bischofszeit der Prozess gegen die wegen Irrlehre und Zauberei angeklagten Priscillianer. Gemeinsam mit den hierzu nach Trier gereisten Martin von Tours und Ambrosius von Mailand versuchte er vergebens, die Hinrichtung von Priscillian zu verhindern.
Britto starb 385 oder 386, sein Grab wird in St. Paulin in Trier verehrt.
Im Bistum Trier wird Britto als Heiliger verehrt, sein Gedenktag ist der 6. Mai.